# JP物流パートナーズ
株式会社JP物流パートナーズ（ジェイピーぶつりゅうパートナーズ）とは、かつて存在した日本郵政グループの会社である。

## 概要
当会社は、郵便事業株式会社が三越（百貨店）の子会社であったディーエスロジスティクスの株を取得し、郵便事業と三越の共同出資会社として発足した。
業務内容は企業のプレゼントキャンペーン支援サービス、それに伴う各種応募書類などの管理並びにデータプロセッシングサービス、企業コールセンターの構築などを主眼としていた。

## 沿革
- 2004年9月1日 - 三越が100％子会社としてディーエスロジスティクスを設立（これを会社の発足日としている）。
- 2007年
  - 10月26日 - 郵便事業と三越による共同出資会社の設立発表[1]。
  - 11月1日 - JP物流パートナーズ業務開始。
- 2010年10月1日 - JPメディアダイレクト（郵便事業と電通グループによる共同出資会社）に吸収合併され解散[2]。